# Brnjac
Brnjac (Servisch cyrillisch Брњац) is een plaats in de Servische gemeente Loznica. De plaats telt 631 inwoners (2002).